# Courcelles-lès-Gisors
Courcelles-lès-Gisors település Franciaországban, Oise megyében. Lakosainak száma 811 fő (2022. január 1.). Courcelles-lès-Gisors Dangu, Gisors, Neaufles-Saint-Martin és Boury-en-Vexin községekkel határos.

## Népesség
A település népességének változása:
| Lakosok száma | 844  | 833  | 852  | 821  | 815  | 809  | 810  | 810  | 811  |
|               | 2013 | 2015 | 2016 | 2017 | 2018 | 2019 | 2020 | 2021 | 2022 |